# ソコル宇宙服

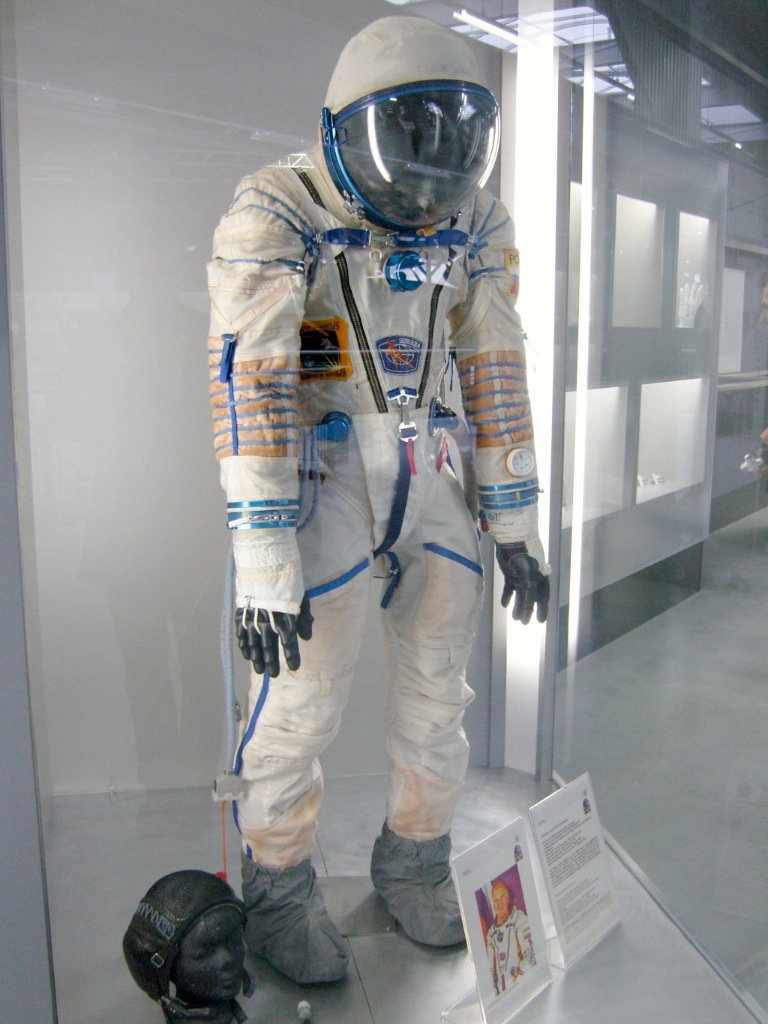
ソコル-KV2宇宙服(ドイツのシュパイアー技術博物館での展示)

ソコル宇宙服（ソコルうちゅうふく、露語：Скафандр Сокол、スカファンドル・ソコル）は、ソビエト連邦が開発した宇宙服で、ソユーズ宇宙船内で搭乗員を与圧するために着用する与圧服（レスキュースーツ）である。ロシア連邦の株式公開会社 NPP ズヴェズダが開発、製造をしている。時代とともに改良が加えられ、現在のバージョンはソコル-KV2という。
ソコル宇宙服は、単にソコル（露語：Cокол 鷹）やソコル-KV2（露語：Сокол-КВ2）と呼ばれ、ソユーズ宇宙船で飛行するすべての搭乗員が着用する。

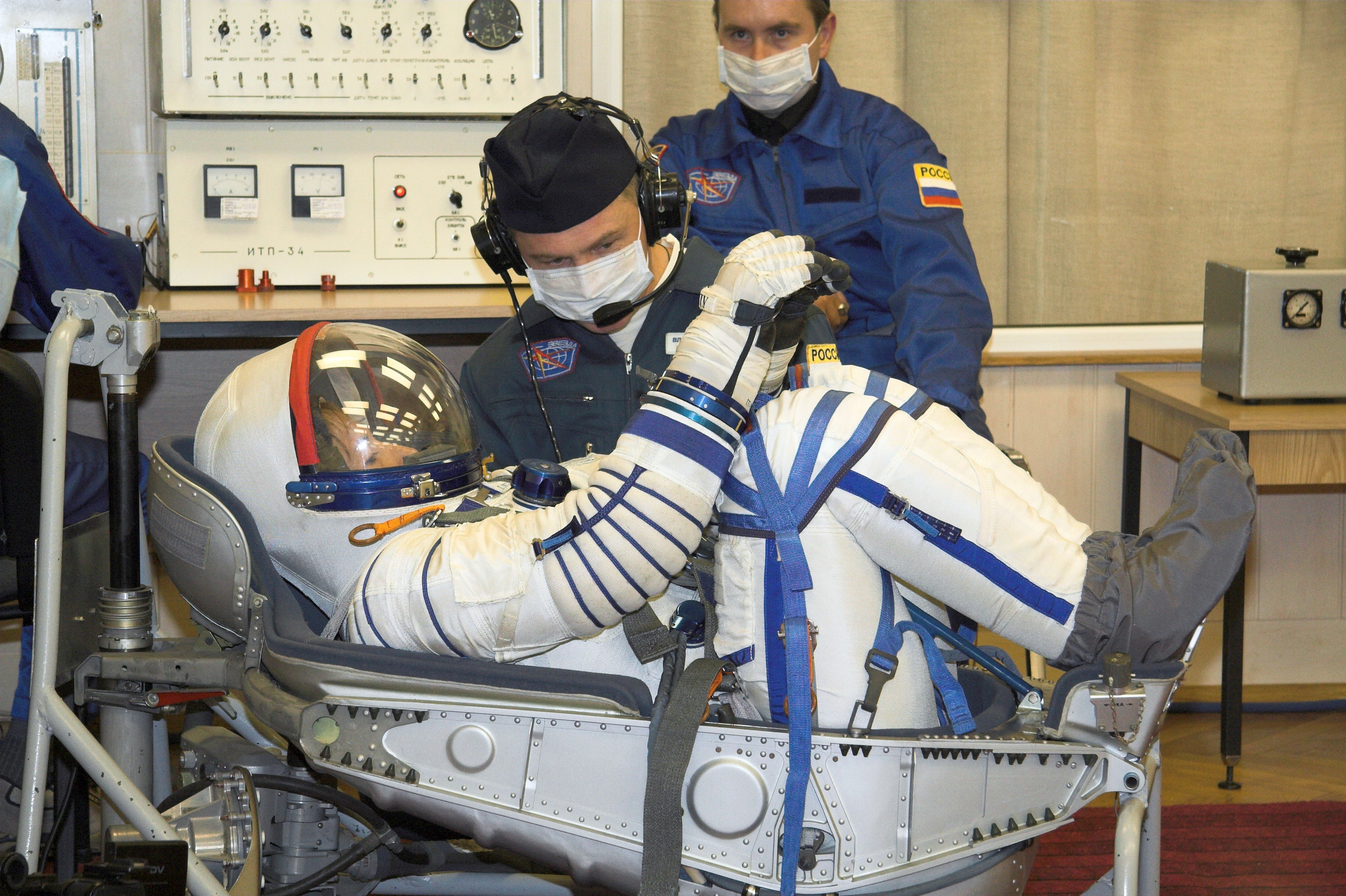
ソコル-KV2宇宙服の気密チェック、着用者はペギー・ウィットソン

1973年に導入され、2020年の時点でも使用されている。
ソコル宇宙服は、NPP ズヴェズダによってレスキュースーツとして製造されているため、宇宙船の外での船外活動に使用することはできない。
ソコル宇宙服の目的は、宇宙船が誤って減圧された場合に着用者の気圧や呼吸のための空気の確保を行い、生存を守ることである。この点では、発射と着陸の際に、NASAのスペースシャトル内で着用していたACESスーツ（オレンジ色のパンプキンスーツ）に似ている。

## 説明
現在のバージョンは、NPPズヴェズダ（НППЗвезда）によって製造されているソコル-KV2（Sokol-KV2）という。
ゴム引きポリカプロラクタムの内圧層と白いナイロンキャンバスの外層で構成されている。ブーツはスーツと統合されているが、グローブ（手袋）は取り外し可能で、青いアルミニウム製のリストカップリングによって取り付けられる。ポリカーボネートを閉じたときにヒンジで開くことができるバイザーを上げると、頭部を解放することができる。スーツには、腕、脚、胸、腹部に4つのポケットと調整ストラップがある。
左手首にスーツの圧力計がある。伸縮性のあるリストバンドの鏡が右手首に着用される。これにより、着用者は自分の視野の外にあるものを見ることができる。再突入時には、リストストラップの高度計も着用できる。これにより、キャビンの圧力が即座にチェックされ、タッチダウンのためにブレースするタイミングが警告される（キャビンの着陸の最終段階では、キャビンが外気に開放される）。ストラップの代わりに伸縮性のあるリストバンドを付けて、かさばるグローブにフィットするように着用することもよくある。

## 歴史

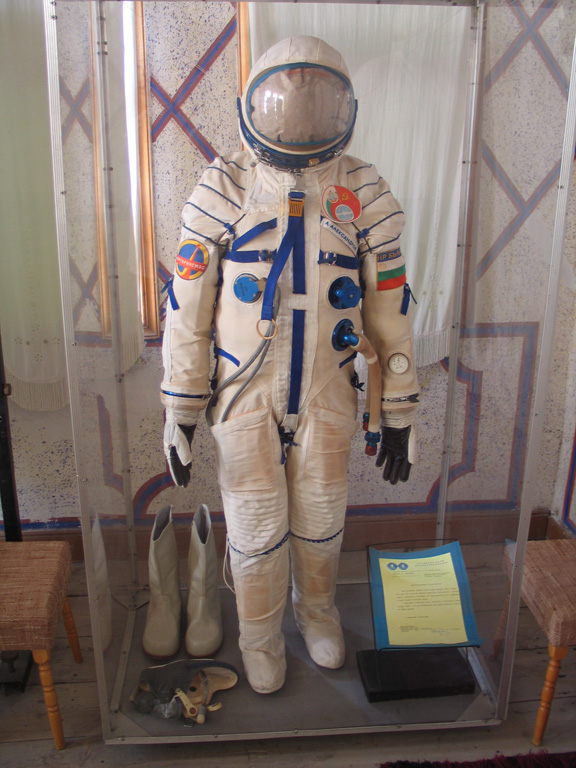
ソコル-K宇宙服

1971年のソユーズ11号の宇宙飛行士の窒息事故以降、ボストーク2号以来となる、与圧宇宙服の開発が行われ、ソコル宇宙服は誕生した。
1973年のソユーズ12号宇宙船でソコル-Kが初めて採用された。
1975年のアポロ・ソユーズテスト計画では、ソユーズ19号の搭乗員はソコル-K宇宙服を着用して宇宙へ飛んだ。
以来、ソコル-KR、ソコル-KM、1974年からソコル-KV、1980年からソコル-KV2と、重さの軽減や圧力バルブの機能性の改善など、様々な改良が行われて現在に至っている。

## グローブ
ソコル宇宙服は、両手のグローブのみが取り外しできる仕様となっており、ヘルメットから足の部分は全て繋がっている。ソコル-KV2宇宙服のグローブは、様々な改良を重ねられている。
旧タイプのGP-7Aは、指全体の部分がゴム素材となっており、薄く、感触が伝わりやすいグローブである。手の甲の部分にはアジャスターがついており、ストラップの長さを調整できるような仕様となっている。
新タイプのGP-7Sは、指先のみがゴム素材となっており、気密性や安全性を重視したグローブとなっている。グローブが膨らまないようにストラップやワイヤーがついている。ストラップは、面ファスナーで長さを調整することができ、通常、手の甲の部分には宇宙飛行士のイニシャルを表記する。親指のところの縫製は、強化するためにねじれている。腕もとのリストカップリングは、結合すると完全に密閉状態になるように作られている。

## 日本人の着用

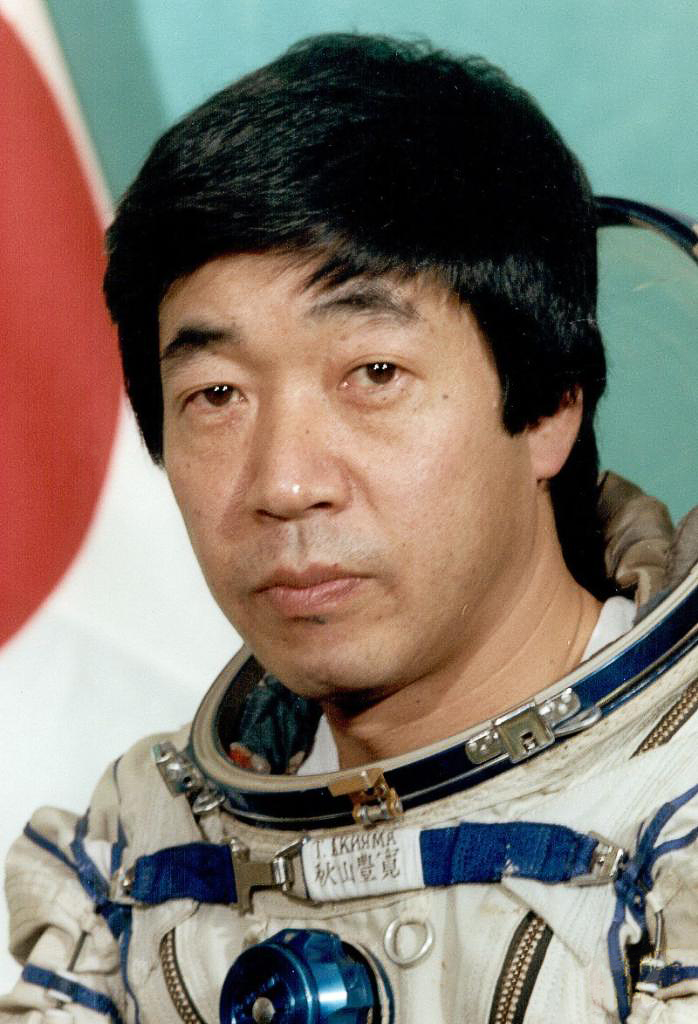
日本人として初めてソコル-KV2宇宙服を製作した秋山豊寛

日本人で初めてオーダーメイドのソコル宇宙服を製作したのは、元TBSで宇宙特派員のソユーズTM-11号クルー秋山豊寛とサブクルー菊地涼子である。
1990年1月23日、秋山豊寛はロシアにあるNPP ズヴェズダの工場で、ソコル宇宙服とソユーズ宇宙船シートの型をとった。
菊地涼子によると、「ソコル宇宙服はソユーズ宇宙船のシートに座るために作られた服で、歩くためのものではない。シートの型をとるときは、小さなバスタブのような容器に入り、石膏をドボドボと流し入れた」そうである。
菊地涼子は当時、身長156cm、体重53kgであり、ソビエト連邦史上最小のソコル宇宙服が完成し、宇宙服の最小記録を更新した。
なお、秋山豊寛が着用したソコル宇宙服は、現在、TBSが所有している。
また、菊地涼子のソコル宇宙服の胴部はアメリカの実業家が所有しており、グローブのみ菊地が所有している。
その他にオーダーメイドのソコル宇宙服を製作した日本人は、榎本大輔、野口聡一、古川聡、星出彰彦、若田光一、油井亀美也、高松聡、大西卓哉、金井宣茂、前澤友作などがいる。

## ロシア以外の国での使用

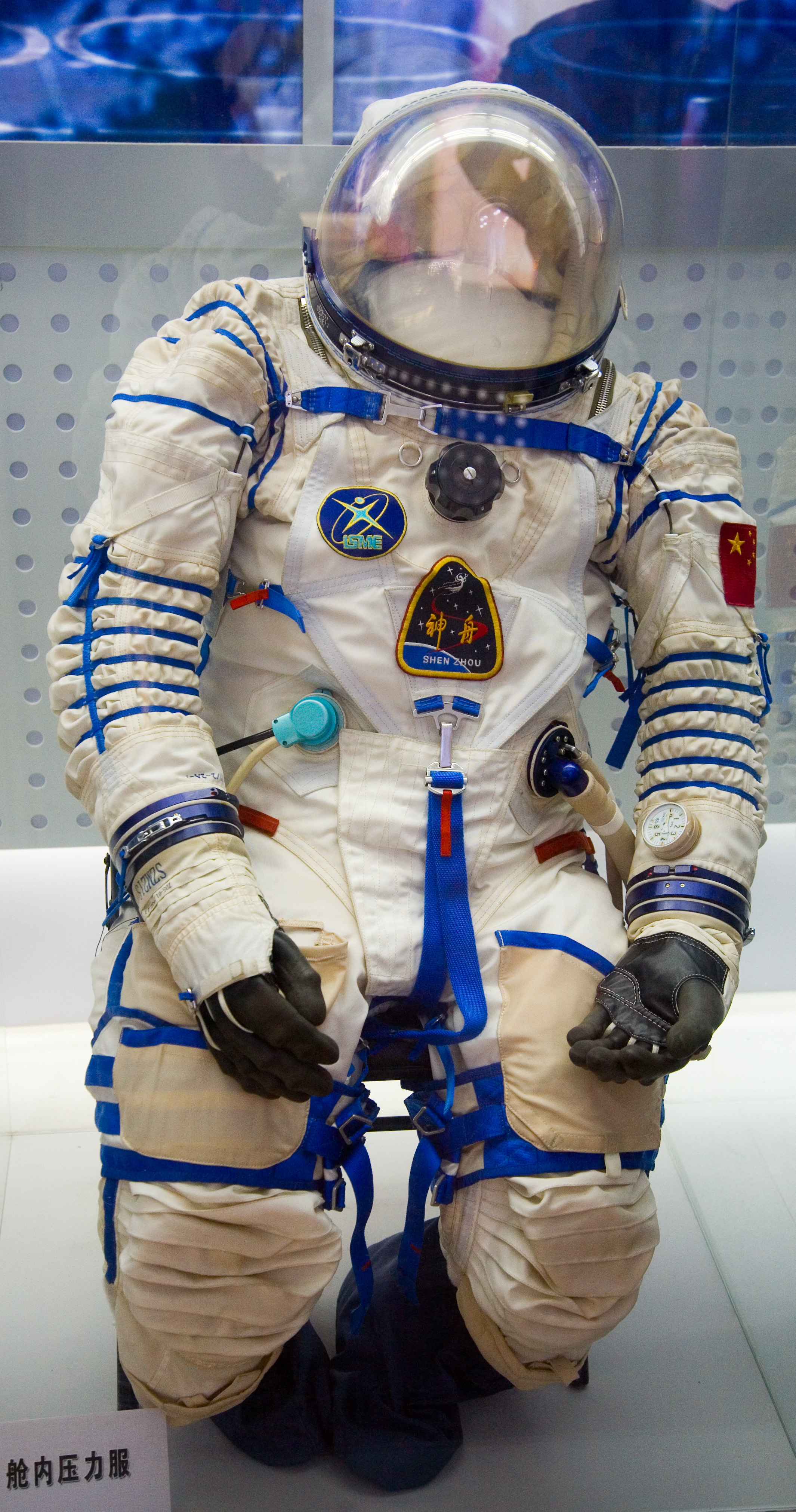
中国初の宇宙飛行で楊利偉が着用したソコル宇宙服

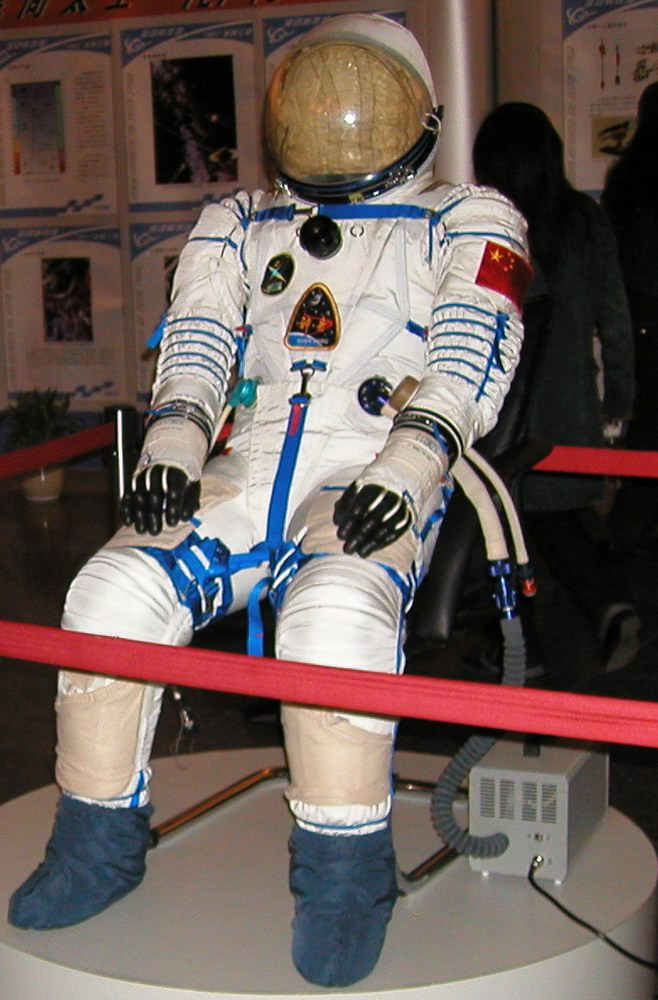
中国初の宇宙飛行で楊利偉が着用したソコル宇宙服

中華人民共和国は、1992年4月、ロシアのNPP ズヴェズダ社からソコル宇宙服を1着あたり50,000ドルの現金で購入した。
2003年10月に中国初の有人宇宙飛行となった神舟5号において、楊利偉宇宙飛行士がソコル宇宙服を着用した。
中国の当初の有人宇宙飛行計画においては、ロシア製のソコルKV-2宇宙服が使用されている。

## その他
・埼玉県加須市にある加須未来館には、本物のロシア製ソコル-KV2宇宙服が展示してある。これは1998年に製造されたもので、ロシア人のヴィクトル・アファナシェフ宇宙飛行士が、ソユーズTM-29で着用したもの。
・ロシア政府またはNPPズヴェズダ社などは、ソコル宇宙服を他国の組織や博物館等に売却したり、ごくまれに一般向けのオークションに出品して払い下げを行うことがある。

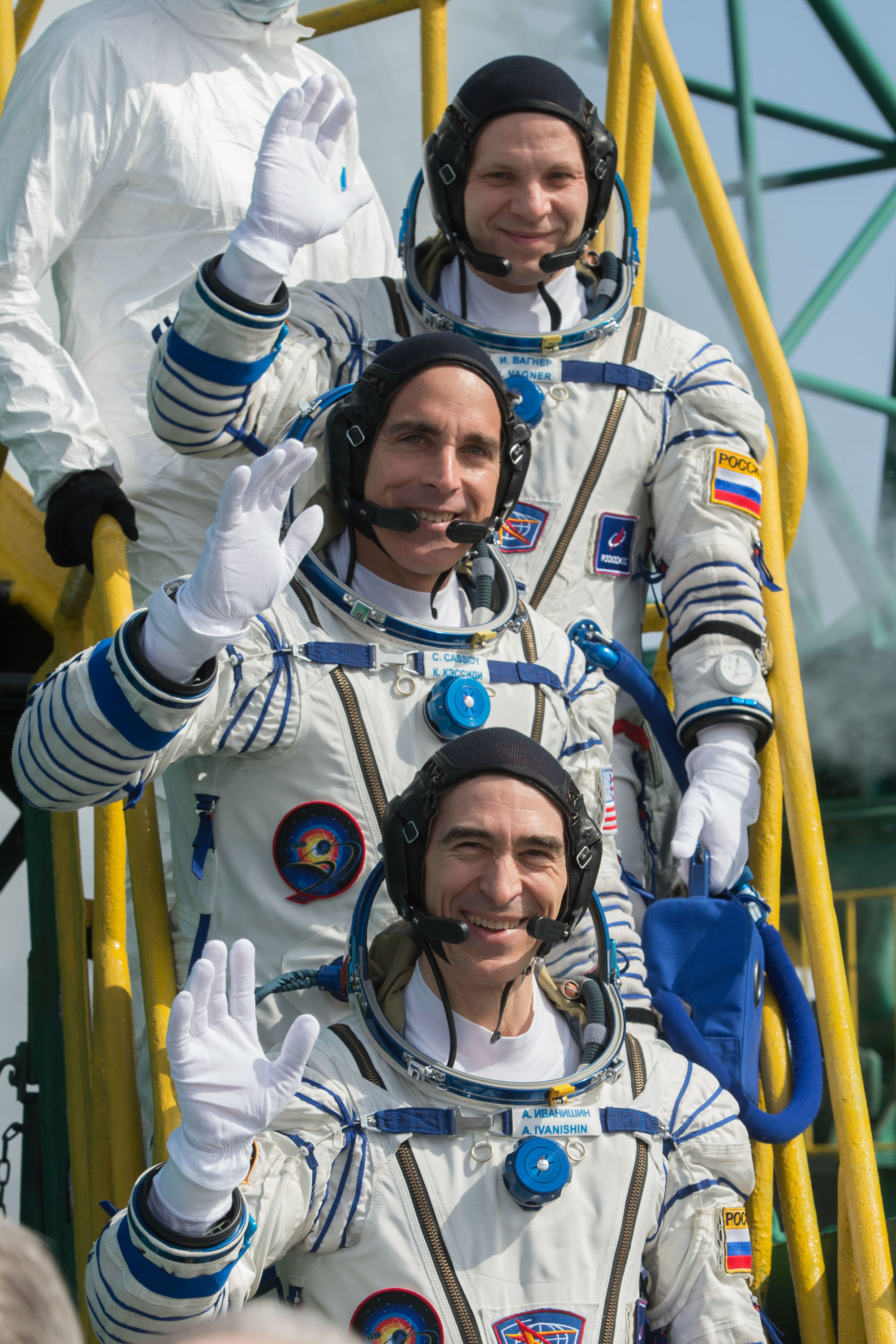
ソコル-KV2宇宙服を着た打ち上げ前の宇宙飛行士たち
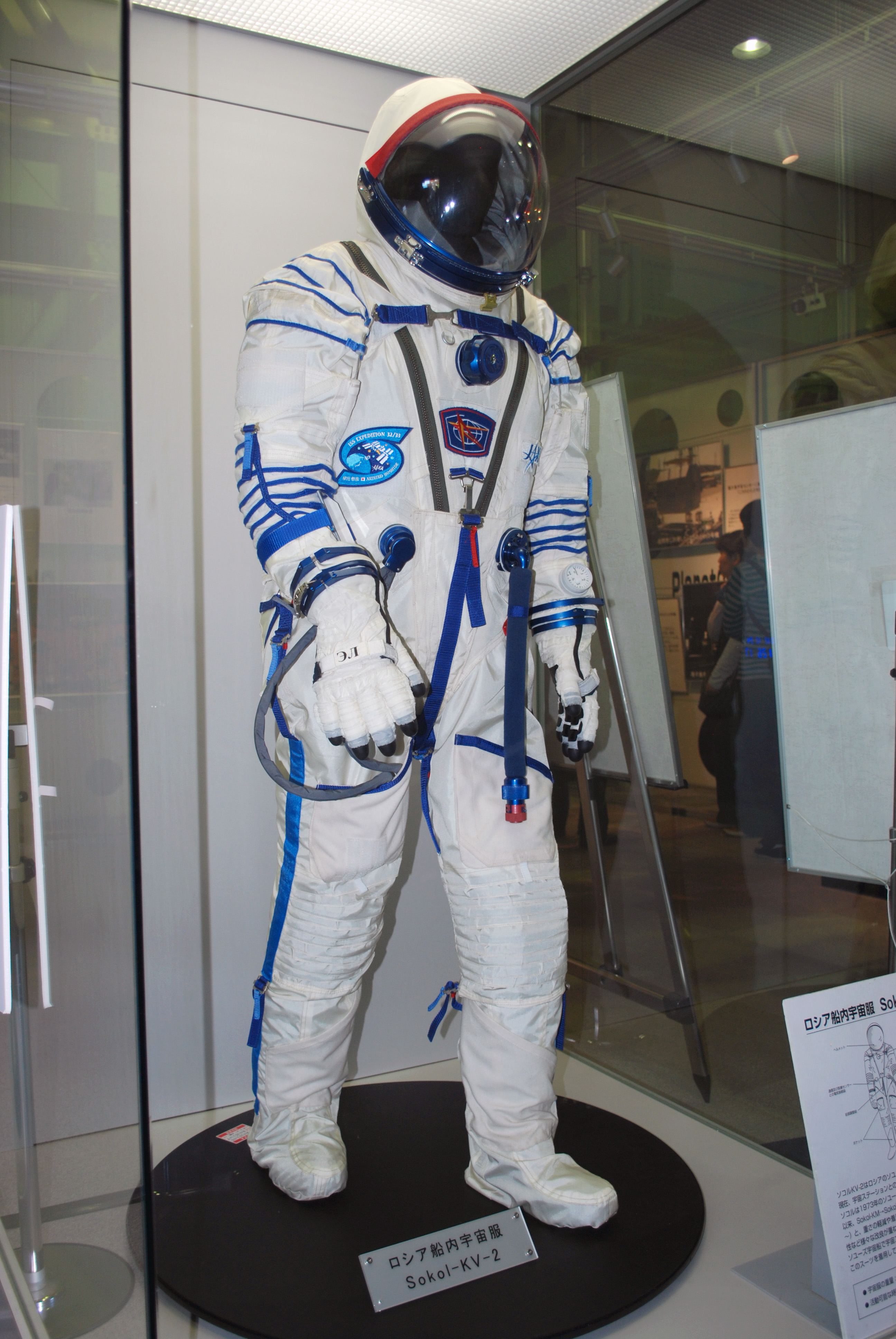
JAXAのパッチが付いたソコル-KV2宇宙服
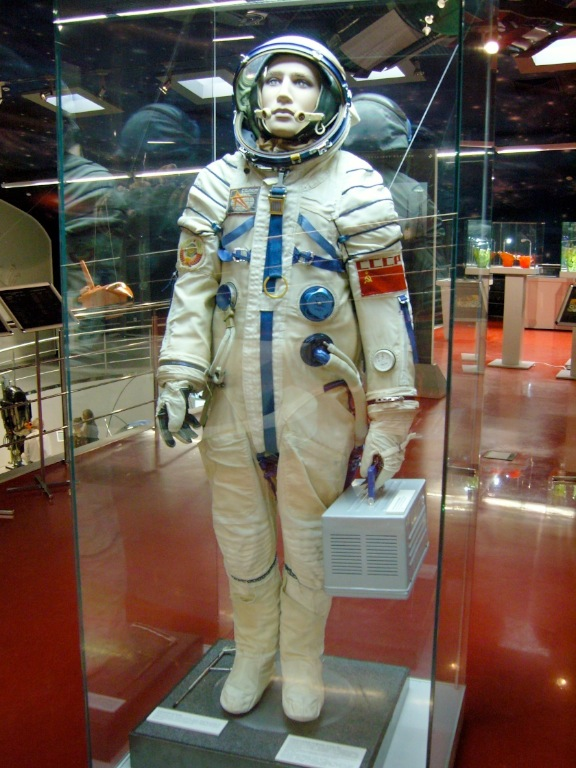
ソコル-K宇宙服
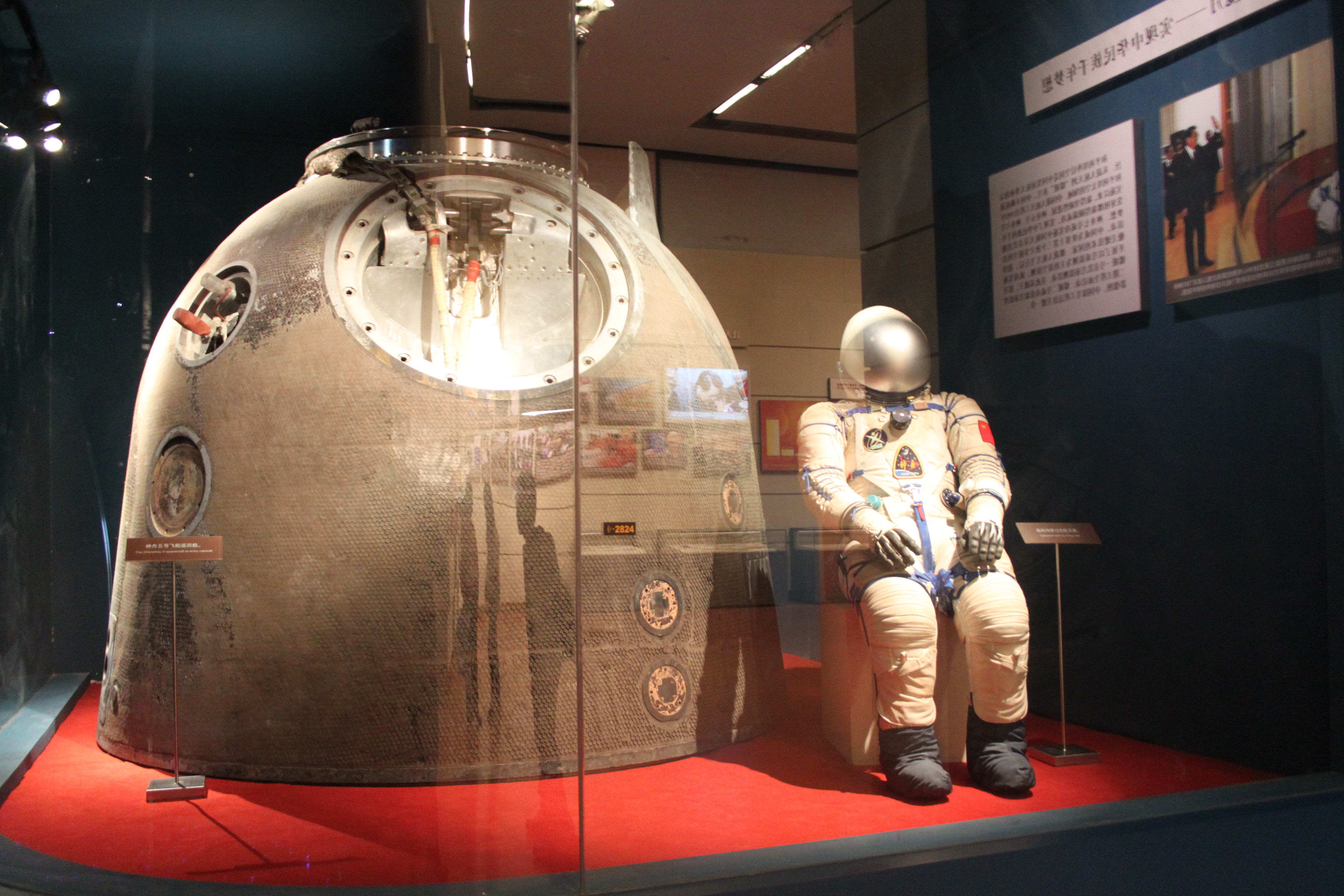
中国初の有人宇宙船神舟5号と使用したソコル宇宙服
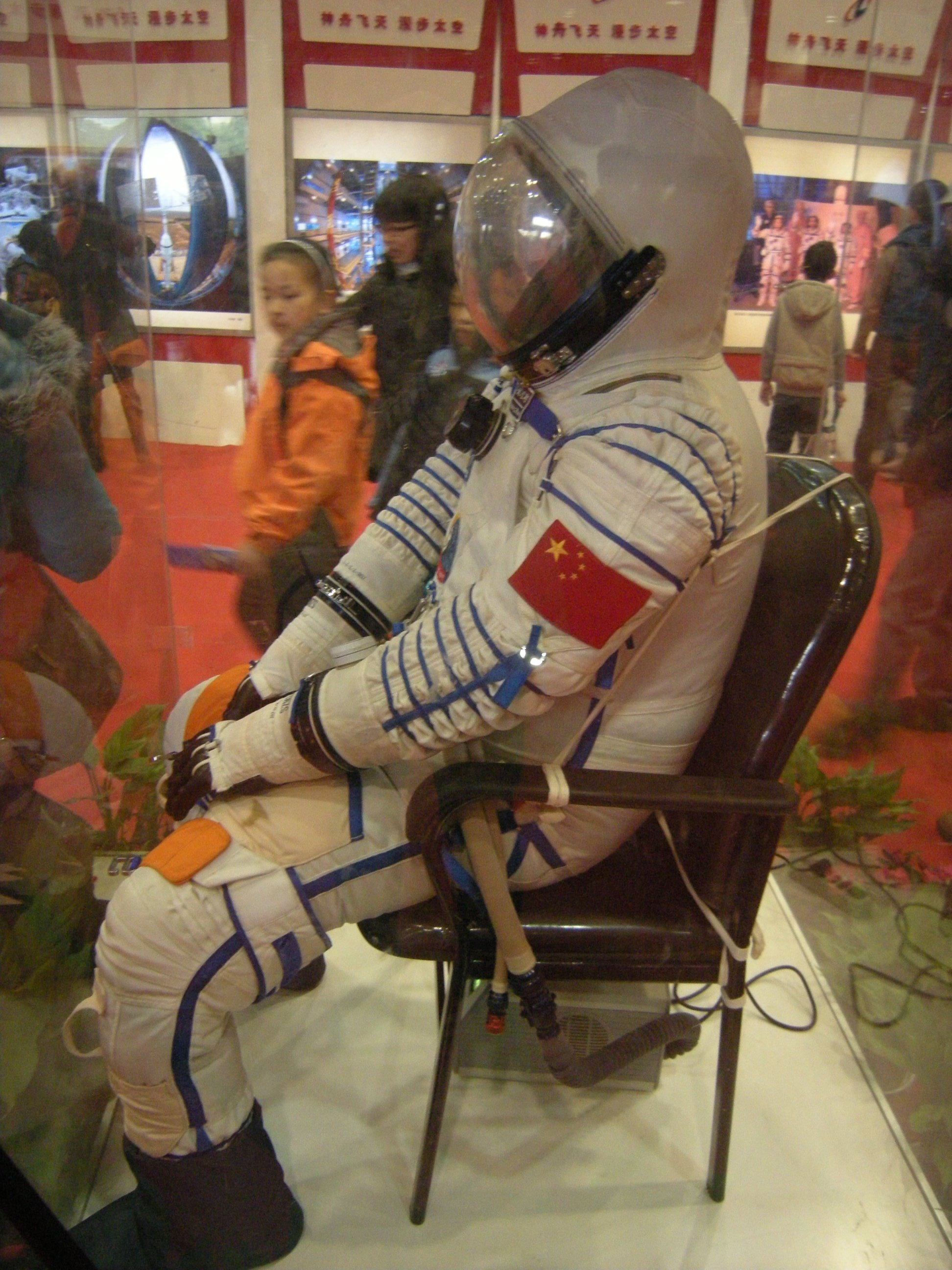
中国の神舟7号で使用した中国版ソコル宇宙服